# Marie de Barby-Mühlingen
Marie de Barby-Mühlingen (en allemand Maria von Barby-Mühlingen) est née à Barby près de Magdebourg le 8 avril 1563 et meurt au palais de Waldeck le 19 décembre 1619. Elle est une noble allemande, fille d'Albert X de Barby-Mühlingen (1534-1595) et de Marie de Anhalt-Zerbst (1538-1563).

## Mariage et descendance
Le 8 mars 1582 elle se marie avec Josias Ier de Waldeck-Eisenberg (1554-1588), fils de Wolrad II de Waldeck-Eisenberg (1509-1575) et d'Anastasia de Schwarzbourg-Blankenbourg (1526-1570). De ce mariage naissent:
- Maria Anastasia (1584-1585).
- Christian de Waldeck (1585-1637), marié avec Elisabeth de Nassau-Siegen (1584-1661).
- Juliana (1587-1622).
- Wolrad IV de Waldeck (1588-1640), marié avec Anne de Bade-Durlach (1587-1649).

Le 2 août 1592 elle se remarie à Corbach avec Georges III d'Erbach (1548-1605), fils d'Eberhard XIV d'Erbach (1511-1564) et de Marguerite de Salm-Dhaun (1521-1576). Ce deuxième mariage a six enfants:
- Dorothée (1593-1643), mariée avec Lluís Eberhard de Hohenlohe (1590-1650)
- Frédéric Christian, né et mort le 1594.
- Christine d'Erbach (1596-1646), mariée avec Guillaume de Nassau-Hilchenbach (1592-1642).
- Georges-Albert Ier d'Erbach-Schönberg (1597-1647), marié avec Madeleine de Nassau-Dillenbourg (1595-1633), puis avec Anne-Dorothée de Limpourg-Gaildorf (1612-1634), et enfin avec Élisabeth-Dorothée de Hohenlohe-Waldenbourg-Schillingsfürst (1617-1655)
- Élisabeth-Julienne d'Erbach (1600-1640), mariée avec Georges-Louis de Löwenstein-Scharfeneck (1587-1633), puis avec Johan Baner (1596–1641)
- Louise-Julienne d'Erbach (1603-1670), mariée avec Ernest de Sayn-Wittgenstein (1594-1632).